# عربی الجزایری
عربی الجزایری یا دارجة گویشی از زبان عربی است که در شمال الجزایر بدان سخن گفته می‌شود. عربی الجزایری بخشی از زنجیره گویشی عربی مغربی است و به عربی مراکشی و تونسی نزدیک است. این گویش دارای وام‌واژه‌های بسیاری از زبان‌های بربری، فرانسوی، عربی آندلسی، ترکی عثمانی و اسپانیایی است.
عربی الجزایری زبان مادری ۷۵٪ تا ۸۰٪ از جمعیت الجزایر است و توسط ۸۵٪ تا ۱۰۰٪ از آنان فهمیده می‌شود. این گویش یک زبان گفتاری است که در ارتباطات و سرگرمی‌های روزانه مورد استفاده قرار می‌گیرد، در حالی که عربی نوین معیار به‌طور کلی برای استفاده رسمی و آموزش محفوظ است.